# Shetland
Pour les articles homonymes, voir Shetland (homonymie).
Les Shetland (Sealtainn en gaélique écossais) sont un archipel britannique faisant partie de l'Écosse. Formé d'une centaine d'îles, l'archipel est situé au nord des Orcades, au sud-est des îles Féroé et à l'ouest de la Norvège, entre l'océan Atlantique à l'ouest et la mer du Nord à l'est.
La situation des Shetland sur l'itinéraire de la dérive nord atlantique vaut à ces dernières un climat océanique très prononcé. Elles sont le berceau de quelques races endémiques d'animaux domestiques, dont les plus connues sont le poney et le chien de berger portant le nom de l'archipel.
L'archipel, avec une ligne de côte très dentelée, compte environ une centaine d'îles dont seize habitées. Il a une superficie totale de 1 468 km2. La principale île de l'archipel est Mainland, elle est la 3e plus grande des îles d'Écosse et 5e des îles Britanniques. La population de l'archipel est de 22 210 habitants en 2009. La principale agglomération et le principal centre administratif des Shetland est Lerwick.
La présence de l'homme est attestée depuis la période du Mésolithique, et la première référence écrite de l'archipel date de l'Empire romain. L'histoire ancienne de l'archipel est dominée par l'influence scandinave, tout spécialement de la Norvège. Les Shetland étaient une possession norvégienne jusqu'en 1472 lorsqu'elles furent vendues à la couronne écossaise. Quand les Shetland sont devenues, comme l'Écosse, une partie du royaume de Grande-Bretagne en 1707, le commerce et les liens avec l'Europe du Nord se sont ralentis, même si la pêche est restée un aspect important de l'économie de l'archipel, jusqu'à aujourd'hui. La découverte du pétrole dans la mer du Nord dans les années 1970 a très fortement modifié l'économie des Shetland, permettant l'embauche d'un grand nombre de personnes, notamment dans le secteur public.
La culture de l'archipel est marquée par ses héritages à la fois scandinave et écossais, le patrimoine viking étant resté important dans la vie culturelle de l'archipel. L'archipel est connu pour son festival Up Helly Aa, et possède une importante tradition musicale, notamment avec son style traditionnel fiddle. Les Shetland ont aussi produit de nombreux écrivains tant en prose qu'en vers, qui ont parfois utilisé le dialecte local, le shetlandic.
Un grand nombre de réserves naturelles protègent la faune et la flore locales, incluant de nombreux sites de nidifications pour des oiseaux maritimes.
Les Shetland constituent l'une des 32 Council Areas de l'Écosse, l'une des circonscriptions électorales du parlement écossais, ainsi qu'une région de lieutenance d'Écosse et un ancien comté et une ancienne région d'Écosse (du 15 mai 1975 au 31 mars 1996), avec le statut particulier de région insulaire (en).

## Toponymie
Dans la littérature irlandaise ancienne, les Shetland sont connues sous le terme de « Inse Catt », pouvant être traduit littéralement par « îles aux Chats ». C'est le principal terme attesté avant l'arrivée des populations nordiques. La tribu des Chats, ayant occupé aussi une certaine partie du nord de l'Écosse, les termes de Caithness et de Sutherland viennent également de cette origine. Il n'est pas impossible que la tribu germanique des Chattes ou Cattes (Chatti en latin) qui est citée par Pline l'Ancien et par Tacite dans son De Germania soit à l'origine du nom de Shetland. Ils étaient certainement originaires de Scandinavie, la « matricia gentium », comme la plupart des Germains et ont pu prendre le même chemin que les Angles et les Saxons qui sont passés en Grande-Bretagne, puis en Écosse et enfin aux îles Shetland, à moins qu'ils ne soient venus directement de Norvège, comme le feront plus tard les Vikings qui ont envahi aussi cet archipel. Les Chattes se sont principalement installés en Hesse (Allemagne). La Hesse pourrait avoir la même étymologie et est proche de Hetland, qui a donné Shetland.
D'autre part, ces tribus étant issues de Scandinavie, où est né le culte à la déesse Freyja du panthéon nordique, il a été avancé que le nom des îles se rapporte au char de la déesse tiré par deux chats,. Freyja a longtemps été populaire dans les îles Shetland et les Orcades, et son prénom a été donné à nombre de fillettes. Toutefois, cette hypothèse étant peu documentée, elle est rarement retenue.
La plus ancienne attestation connue du toponyme est l’adjectif Hetlandensis en 1190, avec le suffixe latin -ensis, puis, on trouve la forme Hetland en 1431. Au XVIe siècle, on rencontre la forme Hjaltland,, qui signifie « hautes terres ». Le mot a ensuite évolué en Hjetland (hj étant la lettre yogh). Avec la domination de la langue scots, Hjetland devient Ȝetland, le graphe Ȝ se prononçant « hj » en scot. L'utilisation de la lettre Ȝ périclita, et est remplacée par la lettre z, donnant ainsi Zetland. Le z a été enfin altéré en Sh, ce qui donne « Shetland »,. Le code postal ZE alloué aux îles réfléchit ce nom origine.
Les Shetland sont appelées Sealtainn en gaélique écossais.

## Géographie

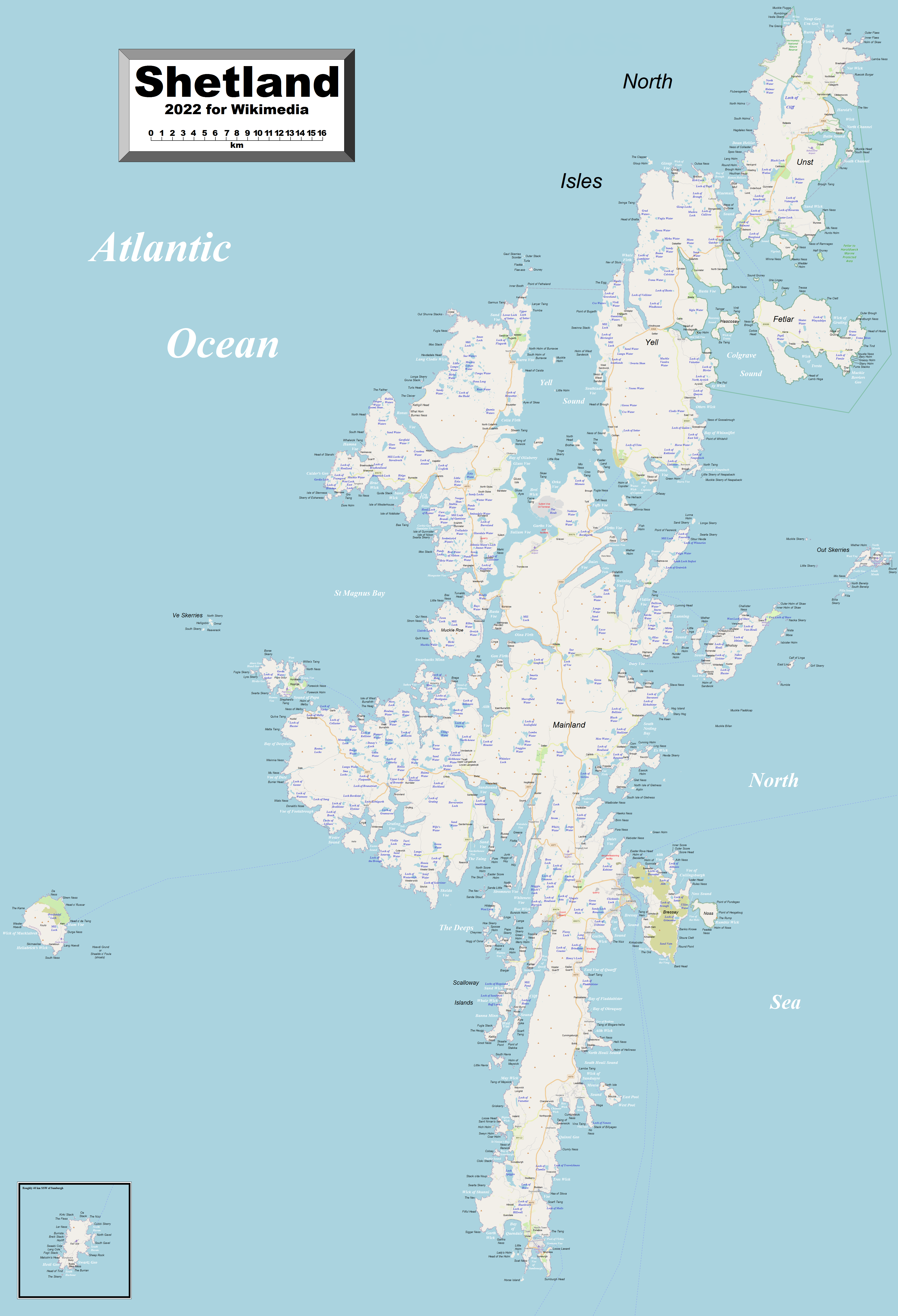
Carte détaillé des Shetlands issus d'OpenStreetMap.

Les Shetland sont un archipel situé à 80 km au nord des Orcades, à 280 km au sud-est des îles Féroé, à l'ouest de la Norvège et à 170 km de Dunnet Head, l'extrémité nord de la Grande-Bretagne. Le territoire des Shetland est très découpé, ainsi tous les points de l'archipel sont à moins de cinq kilomètres de la mer, avec une ligne de côte d'une longueur totale de 2 702 km. La superficie de l'archipel est 1 468 km2, avec une longueur maximale d'environ 150 kilomètres du nord au sud, et de 60 kilomètres d'est en ouest. La population compte 21 940 habitants, appelés Shetlandais. La densité de population est 15 hab./km2.
L'archipel constitue une limite conventionnelle et naturelle entre l'océan Atlantique à l'ouest et la mer du Nord à l'est. La délimitation place ainsi les détroits nord-sud de Yell et de Colgrave en mer du Nord, et les îles de Muckle Roe, Papa Stour, Foula et Burra (Burra Ouest et Burra Est) dans l'Atlantique. En ce qui concerne l'île d'Yell, est uniquement tributaire de l'océan la côte comprise entre le cap Gloup (Gloup Ness), au nord, et le cap Graveland (Graveland Ness), une pointe située plus au sud au débouché du détroit de Yell. Pour l'île d'Unst, seule la côte comprise entre la pointe nord de l'île (Herma Ness) et le cap Spoo (Spoo Ness), au sud-ouest, baigne l'océan Atlantique. Les îles orientales (Fetlar, Out Skerries, Whalsay, Bressay et Mousa) sont entièrement en mer du Nord. Quant aux îles baignant les deux espaces maritimes (Unst, Yell et Mainland), leur territoire est aussi inclus dans le périmètre de la mer du Nord.
La ville de Lerwick, sur la côte orientale de l'archipel, compte environ 7 500 habitants, et est le principal port de l'archipel. Scalloway, qui était la capitale de l'archipel jusqu'en 1708, a une population inférieure à 1 000 habitants,. L'archipel étant très marqué par le vent et la marée, il y a de nombreux sites de naufrages ainsi que de nombreux phares.
Les Shetland, dont les côtes se dressent en falaises de schiste, se distinguent des Orcades voisines par un relief marqué compte tenu du découpage important du littoral. Le point culminant des Shetland est Ronas Hill à 450 m d'altitude. Au sommet de Ronas Hill, le soleil de minuit est visible le 21 juin, malgré la latitude relativement éloignée du cercle polaire.

### Îles

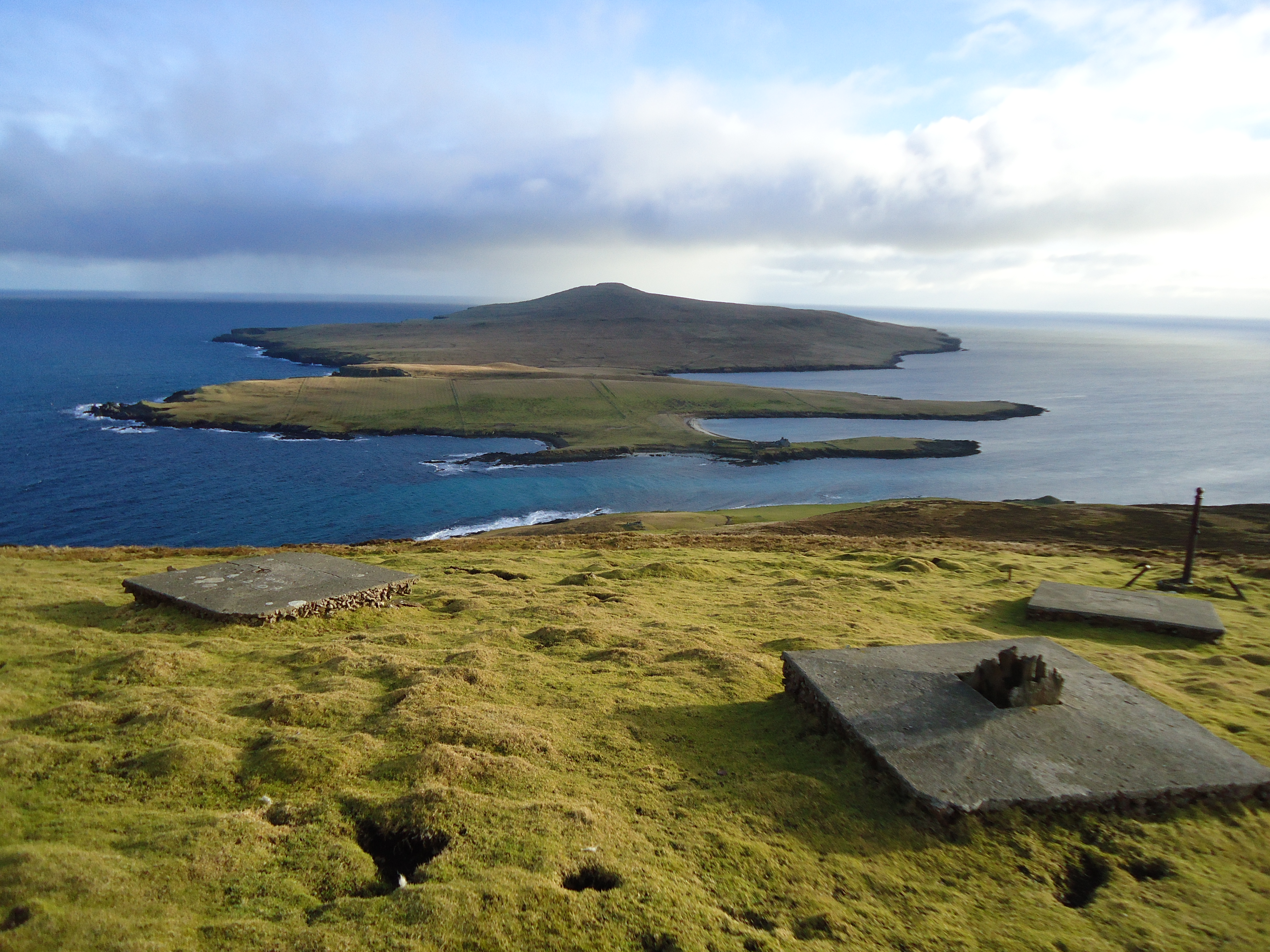
Vue de l'île de Noss à partir de l'île de Bressay, en hiver 2011.

Sur la centaine d'îles qui composent l'archipel, seule une quinzaine sont habitées, principalement :
- Mainland, l'île la plus importante, sur laquelle se regroupe la plus grande partie de la population, la ville de Lerwick, l'ancienne capitale Scalloway, le terminal pétrolier de Sullom Voe et de nombreux sites archéologiques dont certains sont en cours de fouilles (brochs qui sont des tours en pierre du Néolithique, constructions plus récentes des Vikings et des Écossais) ;
- Yell, immédiatement au nord de Mainland, environ 900 habitants ;
- Unst, au nord de Yell, île habitée la plus au nord du Royaume-Uni, environ 600 habitants, ancienne base de radars de la Royal Air Force, importante colonie d'oiseaux marins (macareux, etc.) dans la réserve naturelle de Hermaness, à la pointe nord de l'île ;
- Bressay ;
- Fetlar ;
- Whalsay ;
- Muckle Roe ;
- Papa Stour, célèbre pour avoir accueilli une importante communauté hippie dans les années 1960-1970 ;
- Out Skerries ;
- Foula ;
- Fair Isle.

Les îles inhabitées particulièrement connues sont notamment Mousa pour le Broch de Mousa, le plus bel exemple de bâtiment historique de l'âge du fer en Écosse, et Out Stack, l'île la plus septentrionale des îles Britanniques,,. La localisation des Shetland permet un certain nombre de records similaires, dont Muness Castle, le château le plus septentrional du Royaume-Uni.

### Climat

#### Paléoclimats
Au plus fort des trois dernières glaciations, les Shetland (situées en limite sud du cercle arctique) ont été recouvertes de glace.
Lors du petit âge glaciaire (XVIe et XVIIe siècles) l'archipel a connu des hivers glacés et de grands vents. Une communauté paysanne (Broo) en a été anéantie, alors que des communautés géographiquement voisines ont survécu : après 1665 environ, plusieurs tempêtes de sable d’une intensité pourtant habituelle ont recouvert les sols fertiles et les habitations de Broo, forçant les habitants à fuir alors que les communautés voisines (Hillwell et Quendale) ont survécu. Ce cas a été récemment (2017) expliqué par une étude qui a combiné des modèles informatiques de la topographie insulaire et de simulation des vents, montrant que près de Broo la vitesse du vent chute fortement, ce qui explique le dépôt du sable éolien (jusqu’à près de deux mètres de hauteur contre les murs et d'autres structures). Les agriculteurs des Shetlands pourraient avoir été en partie à l’origine de leur malheur à cause du surpâturage du littoral dunaire sableux par les moutons, du déboisement total des îles et de l’introduction du lapin. Cette fois les apports de sable étaient trop importants pour le village de Broo qui a du être définitivement abandonné (vers le milieu du XVIIIe siècle). 
Les auteurs de cette étude ayant confirmé que certains effets d’un dérèglement climatique peuvent fortement varier à des échelles territoriales fines invitent à mieux tenir compte des effets du vent et à prendre en compte cette microgéographie des impacts dans les études contemporaine.

### Climat contemporain
Les Shetland ont un climat océanique actuellement caractérisé par de longs hivers doux et des étés courts et frais. Le climat est toute l'année tempéré grâce à l'influence maritime du Gulf Stream. Les eaux maritimes entourant les Shetland ont des températures moyennes de 6 °C l'hiver et de 13 °C l'été. Les températures moyennes de l'archipel sont d'environ 3,5 °C en février et d'environ 12 °C en juillet et août. Les températures au-dessus de 21 °C sont rares. La plus haute température enregistrée est de 23,4 °C en juillet 1991, et la température la plus basse est de −8,9 °C en janvier 1952 et 1959. Cependant la période annuelle sans gel épisodique n'est environ que de trois mois.
La caractéristique fondamentale du climat de l'archipel est d'être venteux et pluvieux, avec 250 jours par an de précipitations de plus de 2 mm. L'ensoleillement moyen est de 1 090 heures par an. Les précipitations moyennes sont de 1 003 mm par an, novembre et décembre étant les mois les plus humides de l'année. La neige n’est généralement présente que durant une période allant de novembre à février, et ne reste que rarement plus d'une journée entière. Si d'avril à août les précipitations sont moindres, aucun mois de l'année ne reçoit moins de 50 mm de pluies en moyenne.
Des vents fréquents (moyenne force 4 soit 24 km/h), parfois forts, sont responsables d'une situation météorologique toujours changeante, avec alternance d'épisodes de beau et mauvais temps au cours de la journée. Le brouillard est courant en été, en raison de l'influence froide de la mer sur l'air doux,.
Grâce à la latitude de l'archipel, des aurores boréales sont parfois visibles lors des nuits dégagées d'hiver, alors qu'en été, à certains endroits de l'archipel, le soleil ne se couche pas, phénomène qui est connu localement sous le nom de simmer dim.

### Géologie
La géologie des Shetland est complexe, avec de nombreuses failles et axes de plissement. L'archipel fait partie de la Chaîne calédonienne et a été totalement recouvert par les glaciations du Pléistocène. Par exemple, le Stanes of Stofast est un bloc erratique, stationné à Lunnasting, de 2 000 tonnes, hérité de cette époque. Les Shetland sont situées à 300 km de l'Écosse à laquelle elles étaient reliées il y a plus de dix mille ans. Des éléments géologiques montrent également que vers 6100 av. J.-C. un mégatsunami (de peut-être 25 mètres de haut) a frappé les Shetland et le reste de la côte est de l'Écosse, causé par les glissements de terrain de Storegga. La fonte des glaciers et la montée des eaux ont isolé l'archipel, submergeant les vallées et donnant naissance à une multitude d'îlots inhospitaliers.
L'archipel possède des affleurements de roches métamorphiques comme le Lewisian, le Dalriadan ou encore le Moine, des affleurements qui se retrouvent aussi dans le reste de l'Écosse. Les Shetland possèdent aussi des affleurements de vieux grès rouges, et des intrusions granitiques. Les îles de Unst et Fetlar se caractérisent par leur concentration de gabbro, péridotite et ophiolite.

### Faune et flore
À l'exception de quelques arbres dans la partie centrale de Mainland et le centre de Lerwick, le sol est dépourvu de végétation arborée. De ce fait, les paysages sont tout à fait originaux pour ces latitudes. Ceci est la conséquence de la déforestation massive effectuée par d'anciens habitants des îles (probablement il y a plus de 2 000 ans, ce qui les a conduits à maîtriser la construction en pierres). Le sol est le plus souvent constitué de tourbe, encore en exploitation comme combustible de chauffage dans les campagnes où l'on recense environ deux mille exploitations agricoles appelées crofts.
Comme le paysage des Shetland est marqué par ses pâturages ovins et ses conditions climatiques difficiles, le nombre d'espèces végétales est relativement limité avec un total d'environ quatre cents. Des arbres indigènes tels que le sorbier des oiseaux ou le pommier sauvage ne se trouvent plus que dans quelques endroits isolés tels que les falaises et les abords des lochs. La flore est dominée par des plantes caractéristiques des milieux arctiques et alpins, notamment la scille de printemps, le plantain corne-de-cerf, les Ligusticum, l'orpin rose et le silène à une fleur. Découverte en 1827, la Cerastium nigrescens est une plante à fleur endémique de l'île de Unst. Les Mertensies se retrouvent sur plusieurs îles de l'archipel,,,.

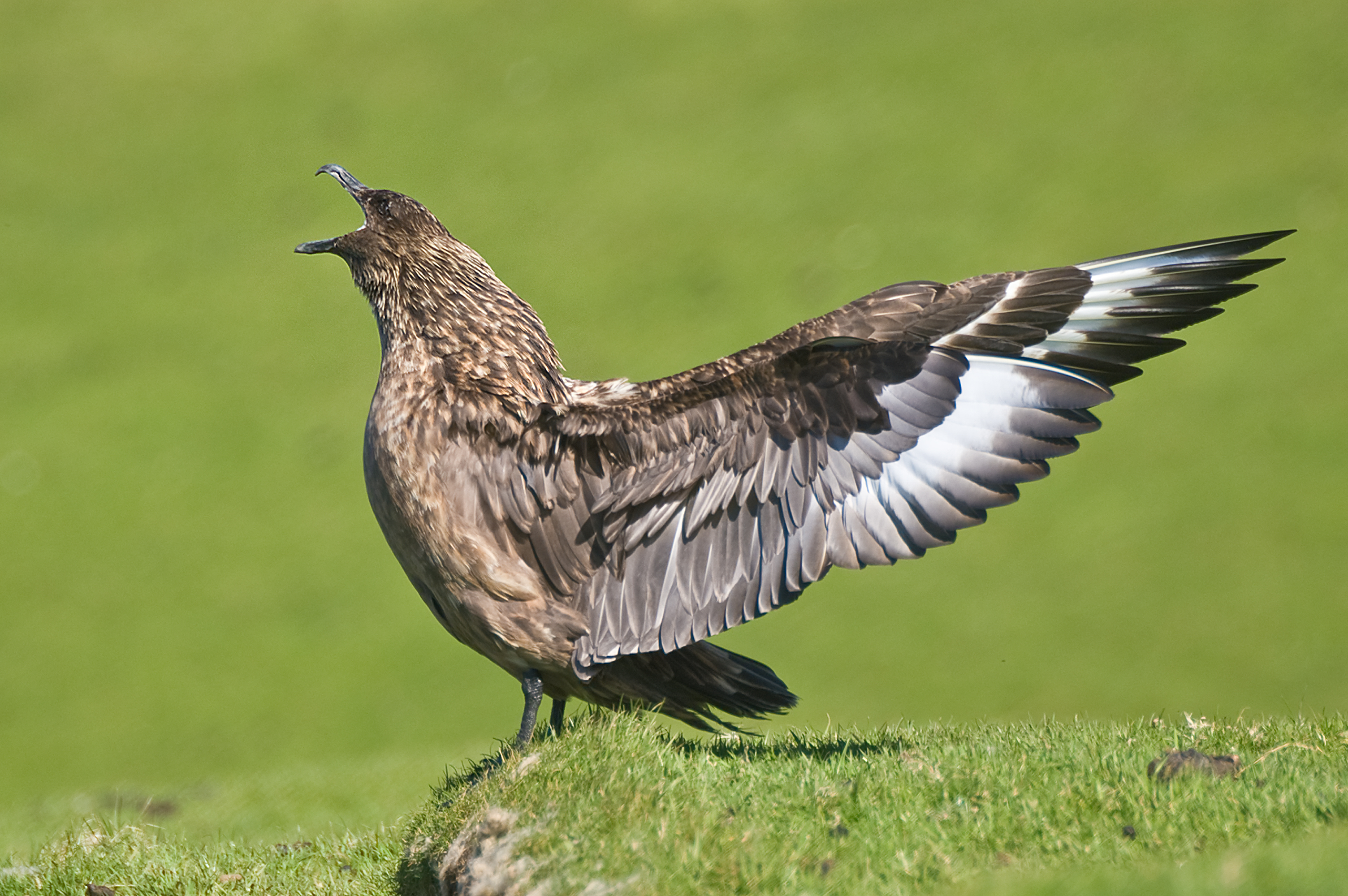
Un Grand Labbe, aussi appelé Bonxie.

Les Shetland ont de nombreuses colonies d'oiseaux maritimes. L'archipel compte des espèces comme le macareux moine, les Hydrobatidae, le plongeon catmarin, le fou de Bassan et le grand Labbe. De nombreux oiseaux rares ont aussi été repérés comme l'albatros à sourcils noirs et l'oie des neiges, ainsi qu'un couple de harfang des neiges sur l'île de Fetlar de 1967 à 1975,. Les troglodytes mignons zetlandicus et fridariensis, présents respectivement aux Shetland et à Fair Isle, et l'étourneau sansonnet zetlandicus sont des sous-espèces endémiques des Shetland,. Il existe également des populations du milieu des landes, comme les Courlis, la bécassine des marais et le pluvier doré.
L'isolement géographique de l'archipel, ainsi que les récentes glaciations, ont limité la présence de mammifères sur les Shetland. La souris grise, le rat brun et le mulot sylvestre sont les uniques rongeurs de l'archipel. Il existe des traces archéologiques qui suggèrent que ce dernier était présent dès le milieu de l'âge du fer, de 200 av. J-C à 400 ap. J-C.
Il existe sur les Shetland des variétés indigènes d'espèces domestiques, dont le poney Shetland est probablement le plus connu,. La première preuve écrite de l'existence de ce poney remonte à 1603 dans le Court Books of Shetland. D'autres races insulaires existent comme le Berger des Shetland, la race bovine Shetland, la race d'oie Shetland, ou la race de mouton Shetland. Une des curiosités animales des Shetland était, avant sa disparition, la race de cochon Grice, caractérisée par sa forte agressivité notamment contre les agneaux.
Les Shetland possèdent trois Réserves naturelles nationales, les deux colonies d'oiseaux maritimes de Hermaness et de Noss, et la réserve de Keen of Hamar pour préserver la flore. Les Shetland ont également 81 SSSI, dont 45 sur l'île de Mainland, mais qui couvrent aussi plus de 66 % de Fair Isle, Papa Stour, Fetlar, Noss et Foula.

### Transports

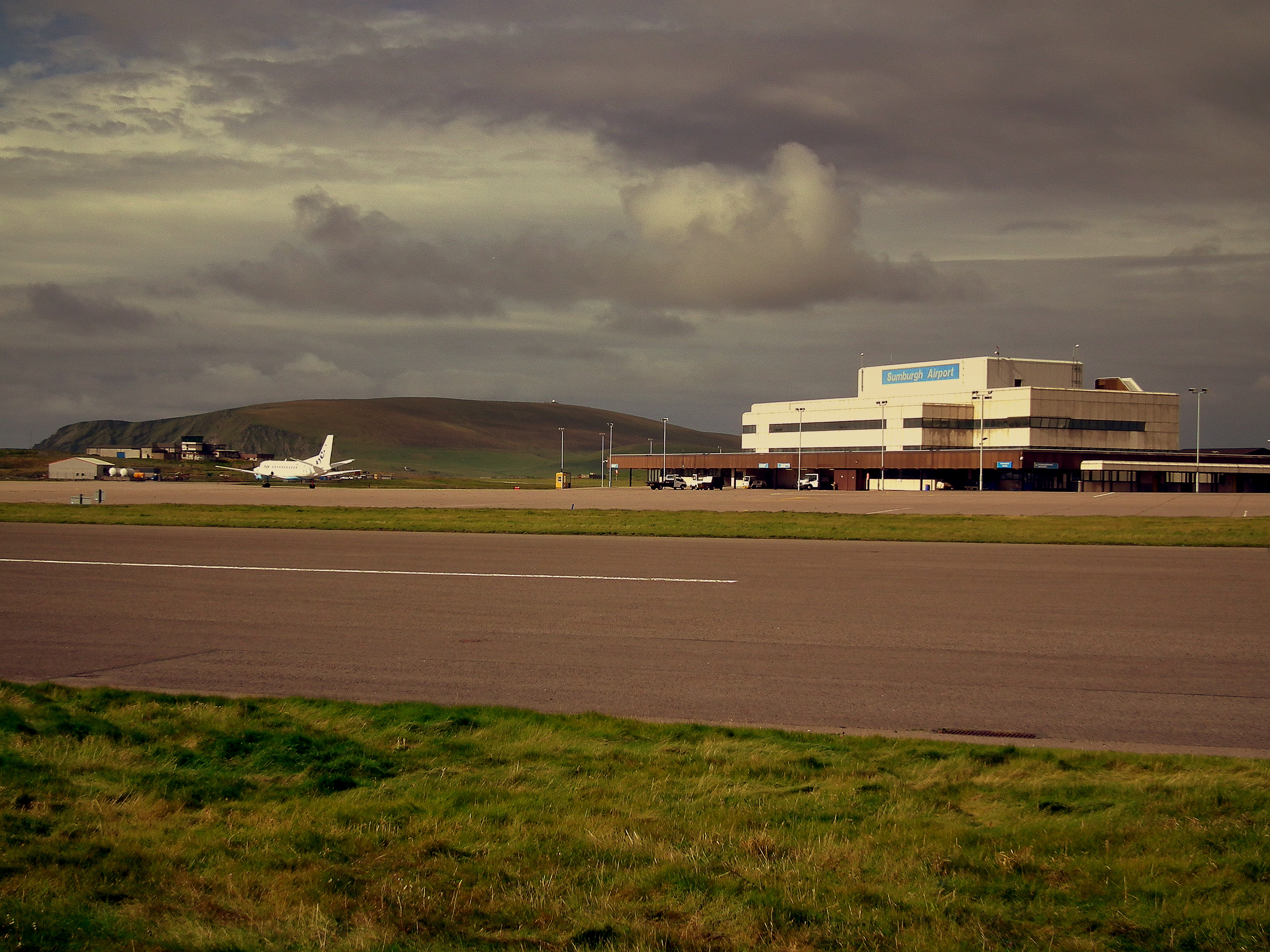
Vue du terminal et de la piste d'atterrissage de l'aéroport de Sumburgh, principal aéroport des Shetland.

Les transports entre les îles sont essentiellement assurés par ferry, le Shetland Islands Council opère de nombreux ferries entre les îles. Les Shetland sont desservies par un ferry depuis Aberdeen et Kirkwall, jusqu'à Lerwick. Ce trajet dure 12 heures, il est géré par l'entreprise Northlink Ferries,.
L'aéroport de Sumburgh (« LSI » pour Lerwick Sheltland Island) est l'aéroport principal des Shetland. Il est situé près de Sumburgh Head à 40 km au sud de Lerwick, à l'extrémité méridionale de l'archipel. L'aéroport de Sumburgh est desservi essentiellement par Loganair, avec une moyenne de 10 vols par jour. L'aéroport a comme destinations : Kirkwall, Aberdeen, Inverness, Édimbourg, Glasgow et Londres.
Des vols entre la plupart des îles habitées des Shetland sont aussi possibles, tant à partir de l'aéroport de Sumburgh que de l'aéroport de Tingwall à 11 km à l'ouest de Lerwick,. Des vols charters sont également disponibles entre les Shetland et Aberdeen, via l'aéroport de Scatsta près du terminal pétrolier de Sullom Voe, assurant ainsi le transport pour les employés de l'industrie pétrolière.
Un service de bus public est disponible sur les îles de Mainland, de Whalsay, de Burra, de Unst et de Yell.

## Histoire
Les Shetland sont extrêmement riches en vestiges archéologiques notamment en ce qui concerne la période préhistorique. L'archipel compte ainsi plus de 5 000 sites archéologiques, cette profusion étant due à la quasi-absence de forêts, qui a contraint les habitants à construire en pierre.

### Mésolithique et Néolithique
La première preuve d'activité humaine date de 4320 à 4030 av. J.-C., au Mésolithique, près de la baie de West Voe sur la côte sud de Mainland,. Dans la même zone, le site de Scord of Brouster permet de dater le début de l'activité néolithique sur l'archipel, environ 3400 ans avant l'Ère commune. Scord of Brouster comprend six à sept champs clos, trois maisons circulaires et possède les plus anciennes lames de houe d'Écosse.
Il existe dans les Shetland plusieurs cairns comportant des sépultures, un exemple particulièrement imposant se trouve dans l'île de Vementry. Le site de Staneydale Temple est une ruine néolithique de taille imposante contenant une chambre ovale, qui présente des maisons, des murs et des cairns de la même période.
Les Shetland possèdent de nombreux mégalithes notamment dans l'île de Whalsay et de Unst. Le site de Hjaltadans, un anneau de pierres dans l'île de Fetlar, en est un bel exemple, même s'il n'existe pas de cromlech aux Shetland. Funzie Girt est un mur divisant l'île de Fetlar, long de 4 km. Le niveau d'organisation que ces constructions impliquent, suggère que les îles Shetland au Néolithique avaient une population relativement élevée peut-être autour de 10 000 individus,.

### Âge du bronze et début de l'âge du fer

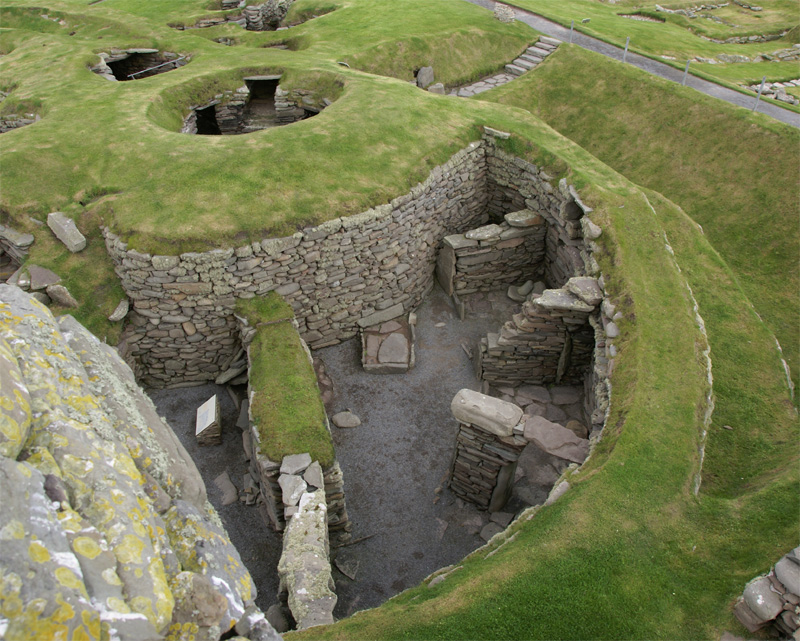
Le site archéologique de Jarlshof. Ici sont présents la wheelhouse, ainsi que le broch de Jarlshof.

Le site de Jarlshof est l'un des principaux sites archéologiques des Shetland,, son activité commence au Néolithique, et il reste utilisé jusqu'à l'époque des Vikings. Des tessons de poterie du Néolithique ont notamment été trouvés. Le site est structuré autour d'une Wheelhouse, d'une forge, et un peu plus tard d'un broch.
De très nombreux brochs ont été érigés pendant l'âge du fer aux Shetland. Le Broch de Mousa est le plus bel exemple de broch conservé en Écosse. En plus du Broch de Mousa, les Shetland comportent les sites archéologiques du Broch de Clickimin, du Broch de Culswick, de Old Scatness et du Broch de West Burrafirth. En 2011, le Royaume-Uni tente de faire inscrire les trois sites de Jarlshof, du broch de Mousa et de Old Scatness au patrimoine mondial au travers d'un ensemble appelé The Crucible of Iron Age Shetland,.

### Antiquité
Il n'y a aucune preuve de contact direct entre les Shetland et l'empire romain. La présence romaine en Écosse ayant été brève, partielle et intermittente, elle n'a pas pu avoir un impact suffisamment important sur le nord de la région, pour laisser des traces matérielles ou littéraires. Les seuls liens possibles sont les appellations qu'ont données certains auteurs antiques.
En 43 et 77 apr. J.-C., les auteurs romains Pomponius Mela et Pline l'Ancien, nomment « Haemodae » et « Acmodae », un ensemble d'îles, qui seraient peut-être les Shetland. En 98, Tacite ferait référence à l'archipel avec le terme « Thulé », après la découverte et la conquête des Orcades par la flotte romaine. Thulé a été mentionné pour la première fois par Pythéas, pour désigner une terre à six jours de voile du nord de la Grande-Bretagne et à un jour de voile de la banquise,, description qui ne correspond pas aux Shetland.

### Âge du fer tardif

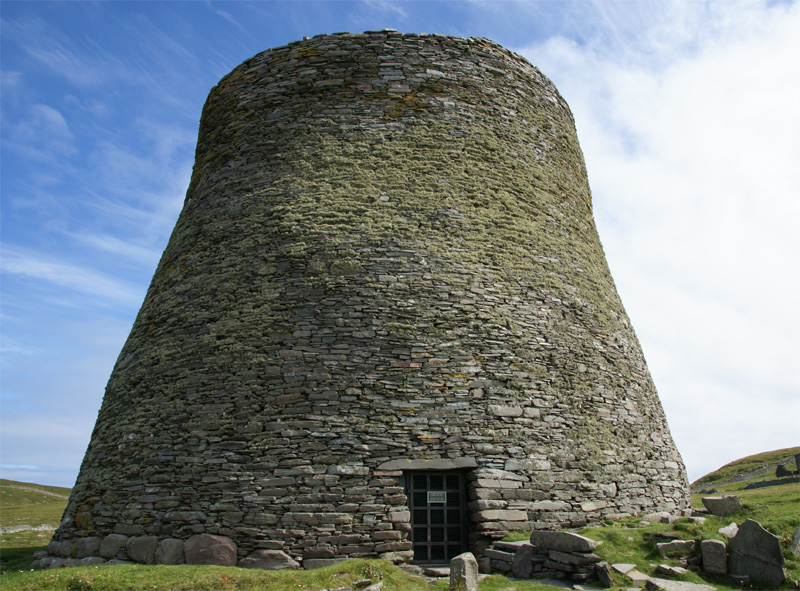
Le Broch de Mousa situé sur l'île de Mousa dans le sud-est des Shetland.

Les Pictes étaient probablement les principaux occupant des Shetland durant la fin de l'âge du fer. Au Ve siècle, le roi des Pictes, Bridei Ier aurait été le suzerain des Shetland, des Orcades, de Skye et des Hébrides, dont la population aurait été de culture picte et parlé cette langue.
Durant le VIIe siècle, des missionnaires arrivent sur l'île pour tenter de convertir les habitants au christianisme, sans réel succès.
En 1958, le trésor de l'île de Saint-Ninian est découvert, il contient des coupes d'argent, des bijoux et d'autres pièces qui sont datés aujourd'hui environ de l'an 800. C'est l'une des plus belles découvertes sur l'art et la métallurgie pictes notamment pour les objets d'argent,,.

### Période viking

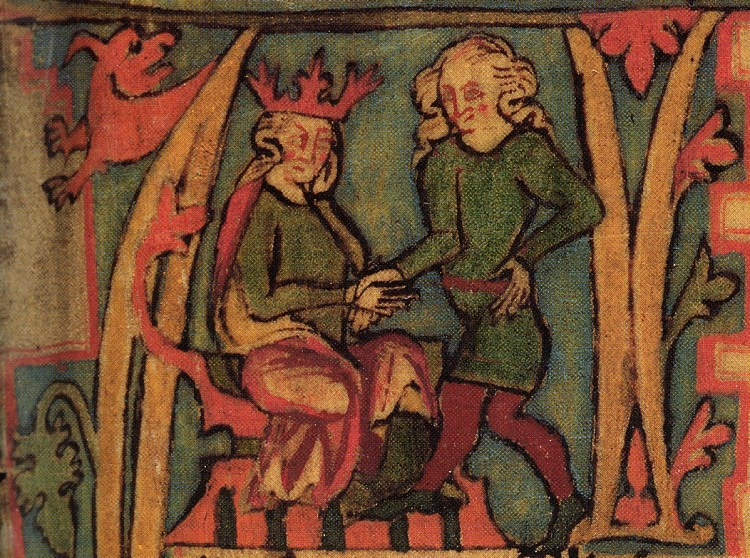
Représentation de Harald Ier de Norvège tirée du Flateyjarbók écrit au XIVe siècle.

L'île est conquise par les Vikings dans le courant du IXe siècle et reste norvégienne durant près de cinq siècles. Cette colonisation est principalement due à une importante croissance démographique en Scandinavie, qui pousse ses habitants à émigrer. Le sort de la population indigène est cependant incertain, les Scandinaves ont établi une loi et une langue nouvelle, le Vieux norrois, qui a survécu jusqu'au XIXe siècle.
Lorsque Harald Ier de Norvège prend le contrôle de toute la Norvège, la plupart de ses adversaires fuient, notamment vers les Orcades et les Shetland. Selon la Orkneyinga saga, à partir de ces deux archipels, ils pillent l'Écosse et la Norvège. Harald constitue une grande flotte pour les réprimer et vers 875, il prend le contrôle des Shetland et des Orcades. Ragnvald Eysteinsson, comte de Møre reçoit les Orcades et les Shetland comme compensation de la mort de son fils dans une bataille. Rognvald donne alors le comté à son frère Sigurd Eysteinsson. Certains chercheurs pensent que cette histoire est apocryphe et est basée sur les voyages de Magnus III de Norvège.
Le roi Olaf Ier de Norvège convoque Sigurd Hlodvirsson pendant une visite des Orcades et dit : « Je vous ordonne à vous et tous vos sujets de vous baptiser. Si vous refusez, je vous tuerai sur le champ et je vous jure que je ravagerai chaque île avec le feu et l'acier. » Sans surprise, Sigurd et la population se baptisèrent. À partir du XIe siècle, le jarl des Orcades devait allégeance, en étant aussi comte de Caithness, tant à la couronne norvégienne qu'écossaise.
En 1194, lorsque Harald Maddadsson est comte des Orcades et des Shetland, une rébellion éclate contre le roi Sverre Sigurdsson de Norvège. Le lendmann Hallkjell Jonsson et son frère du comte, Olav lèvent une armée appelée « Eyjarskeggjar ou Øyskjegger », qui peut être traduit par « Insulaires » dans les Orcades et s'embarquent pour la Norvège. Les Øyskjegger ont été battus dans la bataille de Florvåg près de Bergen. En 1195, Harald Maddadsson est obligé d'aller en Norvège pour s'expliquer devant le roi Sverre Sigurdsson sur son rôle durant le soulèvement. Comme punition, le roi plaça le comté de Shetland sous son autorité directe, situation qui continua pendant près de deux siècles,.

### Expansion écossaise

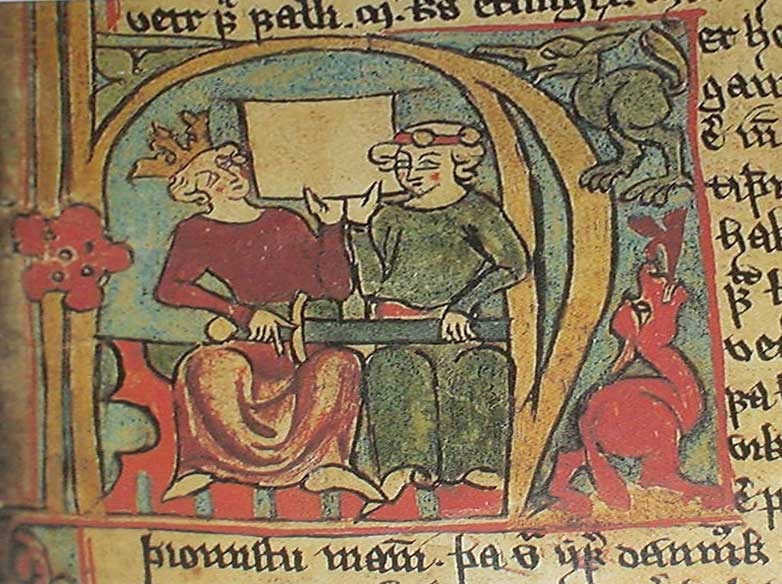
Représentation de Håkon IV de Norvège et de son fils Magnus VI de Norvège, tiré du Flateyjarbók.

À partir du milieu du XIIIe siècle, les monarques écossais ont de plus en plus cherché à prendre le contrôle des îles entourant l'Écosse. Le processus a réellement commencé avec Alexandre II puis a été poursuivi par son successeur Alexandre III, après une trêve de 13 ans. Au même moment, après des décennies de guerre civile, la Norvège atteint une certaine stabilité, avec une influence militaire grandissante sur l'Europe du Nord. Les Norvégiens considéraient toutes les îles d'Écosse comme faisant partie du royaume de Norvège. Cette situation a finalement abouti par une attaque de Håkon IV de Norvège, après avoir activé le leidang. Sa flotte, l'une des plus importantes jamais réunie par la Norvège, s'est rassemblée dans le détroit de Bressay, sur la côte orientale des Shetland, avant de partir pour l'Écosse. Son armée débarque sur l'île d'Arran. Son objectif principal était d'avoir des compensations après des négociations, avec son armée comme menace. Alexandre III fait durer les négociations, pour attendre les tempêtes d'automne. Le roi Håkon décide alors d'attaquer, mais une tempête détruit et bloque à terre plusieurs de ses navires. La bataille de Largs d'octobre 1263 n'étant pas décisive, les deux parties revendiquent la victoire, mais la position de roi Håkon IV était très difficile. Le 5 octobre, il décide de retourner dans les Orcades avec son armée mécontente, et il y mourut d'une fièvre le 17 décembre 1263, diverti sur son lit de mort par des récitations de sagas. Sa mort arrête net toute nouvelle expansion de la Norvège en Écosse.
Le roi Magnus VI de Norvège rompt avec la politique d'expansion de son père et commence des négociations avec Alexandre III. En 1266, par le traité de Perth, les Hébrides et l'île de Man sont vendues au royaume d'Écosse, contre 4 000 marc sterling et un versement de 100 marc par an. Les Écossais par ce traité s'engagent également à reconnaître la souveraineté norvégienne sur les Orcades et les Shetland,,.
Une des principales raisons de cette volonté norvégienne de signer une paix avec l'Écosse était de favoriser le commerce avec l'Angleterre, qui souffrait de l'état de guerre permanent entre la Norvège et l'Écosse. Ainsi, en 1223, dans un accord commercial entre l'Angleterre et la Norvège, les Anglais avaient déjà exigé de la Norvège de faire la paix avec l'Écosse. En 1269, cet accord est élargi pour inclure un accord mutuel de libre-échange.

### Période écossaise
Au XIVe siècle, les Orcades et les Shetland restent une province norvégienne, mais l'influence écossaise y devient de plus en plus présente. En 1348, la Norvège est gravement affaiblie par la peste noire. En 1397, elle rejoint l'union de Kalmar. L'influence danoise se faisant de plus en plus forte en Norvège, l'intérêt pour les Shetland diminue. Au XVe siècle, Christian Ier, roi du Danemark et de Norvège, est en grande difficulté financière, il a besoin d'argent pour payer la dot de sa fille, Marguerite de Danemark, qui se fiance avec Jacques III d'Écosse en 1468. C'est alors que, sans l'aval du Riksråd, Christian Ier conclut un contrat le 8 septembre 1468 avec le roi d'Écosse dans lequel il met en gage les Orcades pour 50 000 florins rhénans. Le 28 mai de l'année suivante, il met également en gage les Shetland pour 8 000 florins rhénans. En 1470, William Sinclair, comte de Caithness cède son titre sur les Shetland à Jacques III d'Écosse et l'année suivante les Orcades et les Shetland sont directement annexés à la couronne d'Écosse. La Norvège obtient cependant une clause qui lui donne le droit de racheter les deux archipels pour une somme fixe de 210 kg d'or ou de 2 310 kg d'argent. Les tentatives ultérieures des Scandinaves au XVIIe siècle et au XVIIIe siècle pour racheter ces îles resteront pourtant sans suite.

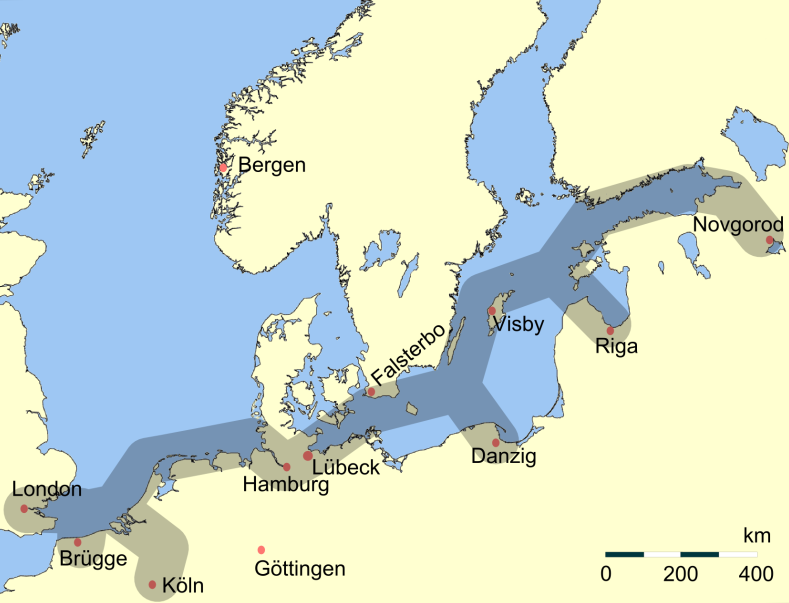
Principaux comptoirs de la ligue hanséatique.

Durant l'essentiel du Moyen Âge, la Norvège est un partenaire commercial essentiel, en particulier à travers le port de Bergen. Celui-ci fait alors partie de la ligue hanséatique, dont les navires arrivent à la fin mai aux Shetland, pour la saison de la pêche (julienne, Brosme brosme, raie, hareng). Les marchands achètent le poisson et échangent de la bière contre la permission de faire sécher le poisson sur la côte. Les deux autres principaux produits d'exportation sont alors le beurre et l'huile, utilisés par les agriculteurs pour payer la location des terres, puis revendus par les propriétaires. Les principaux produits d'importation sont liés à la production du poisson salé et à la consommation des pêcheurs (spiritueux et tabac). Viennent ensuite l'alimentaire en général (seigle et farine de blé), puis des objets pour la maison (principalement du textile). Cette époque voit cependant le déclin des relations commerciales avec la Norvège, au profit des comptoirs allemands de la ligue. Ceci est dû, en partie, à l'impact de la peste sur l'économie norvégienne, mais surtout aux avancées technologiques rendant possible des voyages directs entre l'Allemagne et les Shetland. Le premier voyage direct est ainsi réalisé depuis Hambourg en 1415. Un ou deux vaisseaux partent chaque année de ce comptoir jusqu'en 1600, puis de deux à neuf au cours des trente années suivantes. Bien que les registres arrêtent leur décompte annuel en 1633, la présence d'un lien commercial soutenu est confirmé par les 26 navires venant de Hambourg en 1679. Les marchands se trouvent alors à des endroits très divers des Shetland, la plus grande concentration (quatre) étant située à Laxfirth, au nord de l'actuelle paroisse de Nesting. Au nord, des marchands se trouvaient à Baltasound, sur l'île d'Unst, ainsi qu'à Burravoe et Cullivoe aux deux extrémités de Yell. À l'ouest, ils étaient présents à Papa Stour et à Hillswick dans la péninsule de Northmavine. Ils occupaient également la pointe sud avec Grutness, et aussi les îles de Burra Ouest et Vaila.
À la fin du XVIe siècle et au début du XVIIe siècle, les Shetland sont dominés par Robert Stewart (en), comte des Orcades, demi-frère de la reine Marie Ire d'Écosse. Son fils Patrick Stewart (en) commence la construction du château de Scalloway. Après son exécution en 1615, la couronne écossaise reprend une gouvernance directe sur les Shetland, avant que Charles Ier n'accorde en 1643 cette gouvernance aux Douglas, comte de Morton. Les comtes de Morton détiennent ce titre jusqu'en 1766, quand James Douglas, 14e comte de Morton, le vend à Laurence Dundas,.

### Période britannique
Le commerce avec les villes d'Allemagne du Nord s'est très sensiblement réduit après les actes d'Union de 1707, qui ont mis en place des droits de douane élevés sur le sel. Les Shetland sont entrées alors dans une dépression économique, à cause de leur dépendance au commerce du poisson salé, même si certains marchands réussirent à remplacer les intermédiaires allemands pour vendre leur poisson eux-mêmes sur le continent.
Les compétences nautiques des Shetlandais étant recherchées par la Royal Navy, quelque 3 000 personnes furent enrôlées pendant les guerres napoléoniennes de 1800 à 1815, l'enrôlement forcé étant monnaie courante. Durant cette période, 120 hommes ont été enrôlés à Fetlar alors que seulement 20 d'entre eux sont retournés chez eux.
À la fin du XIXe siècle, 90 % des terres des Shetland étaient détenues par seulement 32 personnes. Alors qu'entre 1861 et 1881 plus de 8 000 personnes émigrent de l'archipel,. Avec l'adoption du Crofters' Holdings Act (en) en 1886, le premier ministre libéral William Gladstone émancipe les fermiers de la domination des propriétaires terriens. La loi a permis à ceux qui étaient concrètement des serfs de devenir des propriétaires de petites parcelles.

### XXesiècle
Durant la Première Guerre mondiale, de nombreux Shetlandais servent dans les Gordon Highlanders ; environ 3 000 personnes servent dans la marine marchande et plus de 1 500 dans la réserve navale locale. En une seule année, à partir de mars 1917, plus de 4 500 bateaux appontent à Lerwick dans le cadre du système de convoi escorté. Au total, les Shetland perdront plus de 500 hommes, une proportion plus élevée que dans n'importe quelle autre partie de la Grande-Bretagne,.
Durant la Seconde Guerre mondiale, à l'automne 1940, la Special Operations Executive met sur pied une unité navale norvégienne baptisée Shetland Bus, avec une première base à Lunna, puis une seconde à Scalloway. Le commandement de l'unité est au départ uniquement britannique avant que des Norvégiens ne l'intègrent. Environ 30 bateaux de pêche norvégiens sont utilisés pour mener des opérations secrètes, transportant des agents du renseignement (notamment de la Norwegian Independent Company 1), des réfugiés, des instructeurs de la résistance, et du matériel militaire. Ces bateaux font la navette entre la Norvège et les Shetland, avec un total de plus de 200 voyages. Leif Larsen, l'officier naval le plus décoré de la Seconde Guerre mondiale, en a fait 52,. Le Shetland Bus pose également des mines marines, et agit directement contre des navires allemands.Les attaques allemandes et le mauvais temps provoquent la perte de dix bateaux et la mort de 44 membres d'équipage et de 60 réfugiés. En réaction à ces pertes élevées, le Shetland Bus réussit à faire l'acquisition, auprès des Américains, de trois chasseurs de sous-marins rapides (HNoMS Hessa, HNoMS Hitra et HNoMS Vigra). Toujours durant la Seconde Guerre mondiale, plusieurs bases de la Royal Air Force sont établies à Sullom Voe et plusieurs phares subissent des attaques aériennes de l'Axe.
Dans la deuxième moitié du XXe siècle, des réserves de pétrole sont découvertes  tant à l'est qu'à l'ouest des Shetland, et cette activité devient l'une des ressources principales de l'archipel. En 1978, le terminal pétrolier de Sullom Voe est ouvert. Le bassin pétrolier à l'est des Shetland est l'un des plus grands d'Europe. La manne pétrolière a renforcé le lien culturel avec la Norvège et a permis momentanément le développement d'un petit mouvement appelant à l'indépendance.
Le 5 janvier 1993, le pétrolier Braer, battant pavillon libérien, propriété d'un armateur américain, transportant 184 000 tonnes de pétrole de Norvège au Canada, sombre près de la pointe de Wick, à l'extrême sud de l'archipel. Deux facteurs vont sauver les Shetland : la nature du pétrole de la mer du Nord, plus léger que celui des gisements terrestres, et la tempête elle-même. Sa violence a littéralement atomisé la nappe, les courants en entraînant une partie vers le fond et le vent projetant le reste en gouttelettes sur l'eau et la terre ferme.

## Politique
Le Shetland Islands Council est la principale autorité locale de l'archipel, il est basé au Lerwick Town Hall. Les Shetland sont subdivisées en 18 conseils communautaires et 12 paroisses civiles, qui n'ont plus aucune compétence administrative mais sont parfois utilisés à des fins statistiques. La composition actuelle du Shetland Islands Council est de 22 indépendants sur 22 représentants. C'est l'un des 3 seuls conseils en Écosse à avoir une majorité d'indépendants,.
Les Shetland sont représentés à la Chambre des communes, par la circonscription électorale des Orcades et des Shetland, qui élit un membre. L'actuel représentant est Alistair Carmichael. Ce siège est détenu par les Liberal Democrats et leur prédécesseur le Liberal Party depuis 1950, qui en fait le siège avec la plus longue continuité politique de tout le Royaume-Uni,,.
Les Shetland sont également représentés au Parlement écossais. Ils élisent un député par un système majoritaire, via la circonscription des Shetland incorporée à la région électorale des Highlands and Islands. Le député actuel est Tavish Scott du Scottish Liberal Democrats.
Les Shetland sont également une des régions de lieutenance d'Écosse.

## Économie

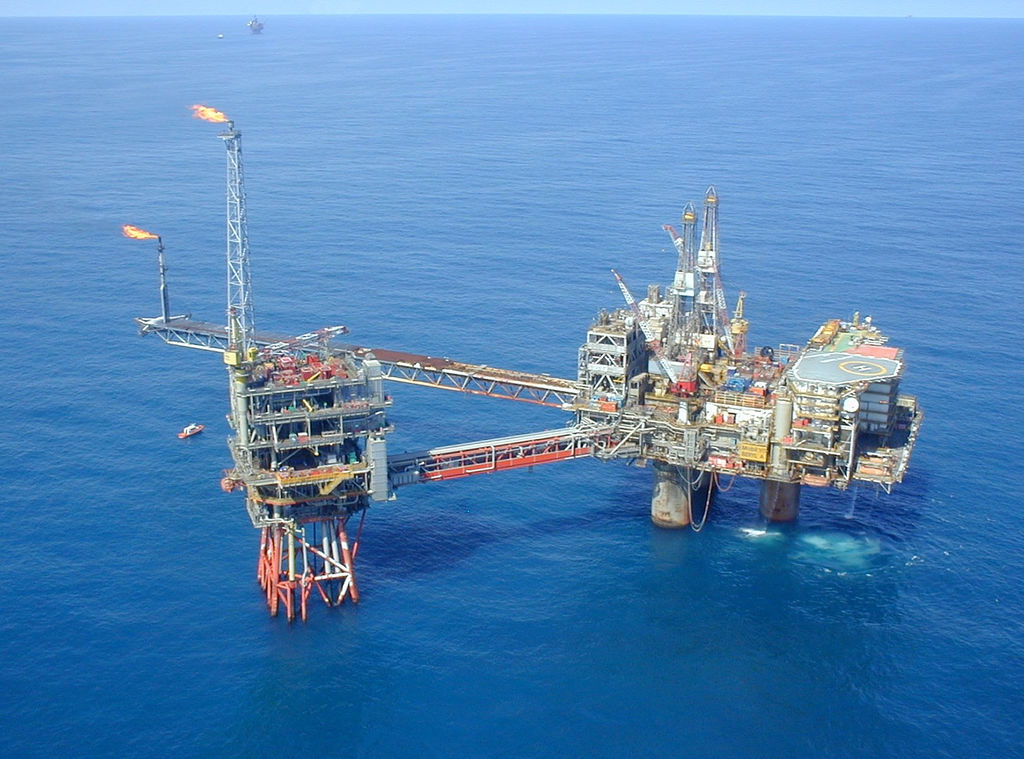
Vue aérienne de la plateforme de Beryl alpha, située à plus de 100 km à l'est des Shetland.

Aujourd'hui, les principales sources de revenu de l'archipel sont l'industrie pétrolière, l'agriculture, l'aquaculture, la pêche, les ressources renouvelables, l'artisanat et le tourisme. Trois quarts de la population active est employée dans le secteur tertiaire, le Shetland Islands Council employant 27,9 % de la population active en 2003,.
L'approvisionnement de l'industrie pétrolière en mer du Nord représente le principal secteur de l'économie. L'industrie pétrolière est marquée par l'ouverture du terminal pétrolier de Sullom Voe, en 1978, qui est devenu le plus grand terminal pétrolier d'Europe, et qui reçoit notamment le pétrole extrait du proche champ pétrolifère de Clair. Les impôts liés à la production pétrolière ont permis une forte augmentation des dépenses du secteur public, que ce soit dans des mesures d'accompagnement social, d'art, de sport ou même environnementales,.
L'agriculture dans l'archipel est fortement marquée par l'élevage ovin notamment avec la race de mouton Shetland, connue pour sa laine particulièrement fine,,. Le tricot est un artisanat shetlandais très réputé, le motif Fair Isle est particulièrement connu. Les cultures céréalières de l'archipel sont surtout l'avoine et l'orge, malgré l'environnement climatique difficile. Une autre particularité de l'archipel est le poney Shetland.
Les autres secteurs de l'économie sont l'aquaculture et la pêche. La pêche est restée au cœur de l'économie de l'archipel, avec des captures totales de 75 767 tonnes en 2009, pour une valeur de 73,2 millions de livres sterling. Le maquereau représente plus de la moitié des captures en poids et en valeur. Il y a également des prises significatives d'aiglefin, de morue, de hareng, de merlan, de lotte et de crustacés.
Les Shetland sont une destination populaire des bateaux de croisière. Les dépenses touristiques ont totalisé 16,4 millions de livres sterling en 2006, année durant laquelle 26 000 passagers ont débarqué de paquebot dans le port de Lerwick. En 2009, les attractions touristiques les plus populaires ont été le Shetland Museum, la réserve RSPB de Sumburgh Head, le Weisdale Mill et le site archéologique de Jarlshof.
Les médias locaux sont composés du journal The Shetland Times, de la radio publique BBC Radio Shetland et de la station commerciale SIBC.
Les Shetland comptent une petite dizaine d'établissements d'enseignement secondaire, et plus de 30 écoles primaires. Dans l'archipel, sont aussi présents la « North Atlantic Fisheries College », le « Centre for Nordic Studies » et le « Shetland College », qui sont tous les trois membres de l'University of the Highlands and Islands,.

## Démographie
Plusieurs études génétiques ont précisé la composition génétique de la population actuelle de l'archipel. Celle-ci a, pour moins de la moitié, une origine scandinave. La proportion d'ascendance matrilinéaire et patrilinéaire scandinave est identique, à environ 44 %. Ainsi, la colonisation scandinave de l'archipel aurait été le fait d'individus de sexes masculin et féminin en proportions égales, comme cela semble avoir été le cas dans les Orcades et sur les côtes nord et ouest de l'Écosse.
Aux XVIe et XVIIe siècles, la démographie des Shetland est marquée par l'arrivée de milliers de familles en provenance d'Écosse. À la même époque, un faible courant migratoire provient d'Allemagne et des Pays-Bas, via l'ancien commerce du poisson. La démographie des Shetland a été, tout au long de l'histoire, marquée par les nombreux décès en mer, mais aussi par les épidémies. La variole a fortement affecté l'archipel pendant les XVIIe et XVIIIe siècles. Malgré cela, la population de l'île a fortement augmenté au XIXe siècle, passant, en 1861, le seuil des 40 000 habitants. Cette augmentation de la population a entraîné des vagues d'émigration, notamment dans les années 1920 et 1930. Couplées aux deux guerres mondiales et à l'enrôlement dans la marine marchande, elles ont réduit la population de moitié en un siècle. De ce fait, les pays d'accueil (Canada, Australie et Nouvelle-Zélande) ont aujourd'hui une population d'origine shetlandaise plus importante que les Shetland eux-mêmes. L'augmentation de la population des Shetland dans les années 1980 est très certainement liée à la découverte du pétrole dans la région.
| Île                     | Population 1961 | Population 1971 | Population 1981 | Population 1991 | Population 2001 |
| ----------------------- | --------------- | --------------- | --------------- | --------------- | --------------- |
| Bound Skerry (& Grunay) | 3               | 3               | 0               | 0               | 0               |
| Bressay                 | 269             | 248             | 334             | 352             | 384             |
| Bruray                  | 34              | 35              | 33              | 27              | 26              |
| East Burra              | 92              | 64              | 78              | 72              | 66              |
| Fair Isle               | 64              | 65              | 58              | 67              | 69              |
| Fetlar                  | 127             | 88              | 101             | 90              | 86              |
| Foula                   | 54              | 33              | 39              | 40              | 31              |
| Housay                  | 71              | 63              | 49              | 58              | 50              |
| Mainland                | 13 282          | 12 944          | 17 722          | 17 562          | 17 550          |
| Muckle Flugga           | 3               | 3               | 0               | 0               | 0               |
| Muckle Roe              | 103             | 94              | 99              | 115             | 104             |
| Noss                    | 0               | 3               | 0               | 0               | 0               |
| Papa Stour              | 55              | 24              | 33              | 33              | 25              |
| Trondra                 | 20              | 17              | 93              | 117             | 133             |
| Unst                    | 1 148           | 1 124           | 1 140           | 1 055           | 720             |
| Vaila                   | 9               | 5               | 0               | 7               | 2               |
| West Burra              | 561             | 501             | 767             | 817             | 753             |
| Whalsay                 | 764             | 870             | 1 031           | 1 041           | 1 589           |
| Yell                    | 1 155           | 1 143           | 1 191           | 1 075           | 957             |
| Total                   | 17 814          | 17 327          | 22 768          | 22 522          | 22 990          |

## Culture

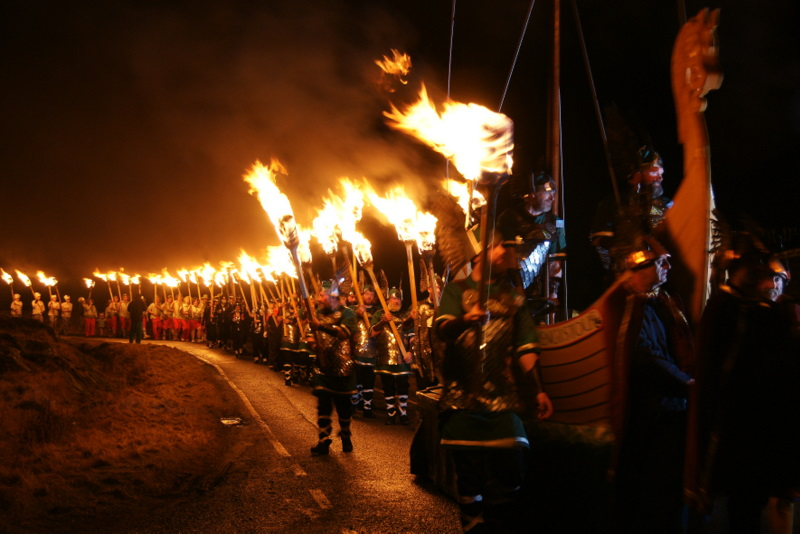
Procession au flambeau durant le Up Helly Aa.

La culture de l'archipel est marquée par ses héritages à la fois scandinave et écossais. L'héritage scandinave est notamment visible à travers l'archéologie, la toponymie, les influences linguistiques, tout particulièrement durant la période Viking.
Le patrimoine viking est resté important dans la vie culturelle de l'archipel. Le dernier mardi de janvier a lieu la procession aux flambeaux d'Up Helly Aa. À l'origine, cette fête avait simplement pour rôle de briser les longues nuits d'hiver, mais le festival a de plus en plus valorisé le patrimoine local. Il comporte actuellement chaque année une procession de personnes habillées en Viking ou d'autres costumes, ainsi que la mise à feu d'une réplique de drakkar.
L'archipel possède une importante tradition musicale, notamment son style traditionnel, le fiddle. Le groupe The Forty Fiddlers s'est formée dans les années 1950 pour promouvoir ce style. Les autres musiciens notables des Shetland sont Aly Bain, Tom Anderson, Peerie Willie Johnson ou Thomas Fraser.
La cuisine des Shetland est basée sur l'agneau, le bœuf et les fruits de mer. L'archipel accueille la brasserie la plus septentrionale des îles britanniques.
Les îles Shetland participent aux Jeux des îles, dont elles ont assuré l'organisation en 2005.

### Langue
Durant l'Antiquité, la langue picte était parlée dans l'archipel. Elle a été remplacée par le vieux norrois qui a évolué en norne, lequel a été parlé jusqu'au XVIIIe siècle avant d'être remplacé par le scots et notamment le shetlandic. Peu de sources écrites persistent de la langue norne. L'accent des habitants est très doux et un peu chantant, et le rythme de scansion est plus lent que dans le reste de l'Écosse. Le shetlandic est utilisé régulièrement à la radio locale et dans la littérature. Il est notamment mis en avant par la Shetland Folk Society,,.
Le gaélique écossais était parlé jusqu'aux années 1950, où il a disparu de l'archipel.
La plupart des îles de l'archipel possèdent des noms d'origine scandinave, mais il existe également des dérivations et des héritages pictes et celtiques,.

### Religion
Si les Shetland se sont christianisés au XIe siècle, le christianisme pratiqué actuellement est largement teinté de protestantisme. La Réforme protestante est arrivée dans l'archipel en 1560 et s'est effectuée pacifiquement, sans trace de heurt, d'intolérance, ou de ferveur religieuse particulière. D'autres confessions religieuses sont présentes sur l'archipel : l'Église méthodiste a une importante communauté d'adhérents.

### Littérature
Les Shetland ont été le sujet de nombreux écrivains tant en prose qu'en vers, qui ont parfois utilisé le dialecte local, le Shetlandic.
Le roman de 1822 de Walter Scott, The Pirate, se déroule sur les Shetland. Il s'est inspiré de l'archipel après une visite en 1814,.
Hugh MacDiarmid, le poète et écrivain écossais, vécut à Whalsay du milieu des années 1930 à 1942, et il y écrit beaucoup de poèmes, dont un certain nombre qui abordent directement l'environnement des Shetland tels que On A Raised Beach, inspiré de West Linga. Le roman North Star écrit en 1975 par Hammond Innes se déroule largement dans les Shetland et le livre de poésie A Choreographer's Cartography écrit par Raman Mundair en 2007, s'arrête longuement sur les paysages de l'archipel. En 2008, la romancière britannique Sharon Bolton publie "Sacrifice", un thriller qui se déroule sur plusieurs des îles de l'archipel et qui repose sur les traditions scandinaves et vikings. Vagaland, qui a grandi à Walls, est sans doute le meilleur poète shetlandais du XXe siècle.
On compte deux magazines mensuels en activité : Shetland Life et i'i' Shetland,.
L'action de plusieurs romans de l'écrivaine britannique Ann Cleeves se situe dans l'archipel des Shetland.

### Cinéma et télévision
Michael Powell a réalisé le film The Edge of the World en 1937. Le film est basé sur l'histoire de l'évacuation des 36 derniers habitants de l'île de Saint-Kilda, le 29 août 1930. Powell n'étant pas capable d'obtenir l'autorisation de filmer là-bas, il a réalisé le tournage sur l'île de Foula pendant les quatre mois de l'été 1936. Quarante ans plus tard, le documentaire Return To The Edge Of The World retrace le tournage du film, et revisite l'île en 1978.
Un certain nombre d'autres films ont été tournés dans les Shetland, dont A Crofter's Life in Shetland (1932), A Shetland Lyric (1934), Devil's Gate (2003) et It's Nice Up North (2006).
La série télévisée Shetland qui met en scène Douglas Henshall dans le rôle de l'inspecteur détective Jimmy Perez se situe dans l'archipel des Shetland, bien qu'une partie du tournage ait été effectué en Écosse. Elle est basée sur les romans de l'écrivaine Ann Cleeves.

### Symboles

Drapeau des Shetland.

Le drapeau des Shetland a été dessiné par Roy Grönneberg et Bill Adams pour marquer l'anniversaire des 500 ans de l'incorporation des Shetland à l'Écosse après son rachat à la Norvège. Les couleurs du drapeau sont identiques à celles du drapeau de l'Écosse, mais en forme de croix scandinave. Après plusieurs tentatives infructueuses, y compris un plébiscite en 1985, le Lord Lyon l'a approuvé comme étant le drapeau officiel de Shetland en 2005.
La devise des Shetland est « Með lögum skal land byggja ». Cette devise vient du vieux norrois et signifie : « le pays doit être bâti avec des lois ».